# 傅厚澤
傅厚澤（Adrian Fu Hau Chak，1947年8月4日—），是一位香港商人，亦是一位業餘賽車手。他是傅老榕的兒子傅蔭釗的長子。

## 商業活動
傅厚澤於1997年香港樓市高峰期時以69億元高價將富麗華酒店售予麗新集團。 97年10月香港遇上金融風暴，物業貶值，致令麗新債台高築，負債率最高時近70%。
2003年沙士後，傅厚澤以六億五千萬港幣收購尖沙嘴的香港君怡酒店，其後三年沒有在香港買入任何物業。
2006年11月，傅厚澤斥資二億八千萬元向外資基金GRA購入壽臣山道東一號的六間大屋，傅厚澤表示，將作長遠收租用途，預期每間屋收租逾十萬元。
2007年10月，傅厚澤及由不同業主持有的山頂加列山道Kellett Grove兩幢住宅物業截標，據市場消息人士透露，業主經過考慮，已有意向買家，物業將以約十八億元易手，由一名發展商奪得。
2012年2月，香港興業招標出售的黃竹坑道38號載思中心全幢，剛以6.15億元沽予威暉企業有限公司，據公司註冊處資料，威暉的董事包括傅厚澤等。
2012年11月，元朗南生圍發展項目公眾諮詢期屆滿，傅厚澤日前接受專訪時，指項目乃爺爺遺願，強調已盡力在發展與環保之間取得平衡，認為港人對保育有「彌補善心」，過去因錯失保育有價值的東西，為彌補才找非很有價值的東西去保育。他的言論激化反彈情緒，城市規劃委員會截至2012年11月16日下午累計接獲五百二十四份意見書，收到的意見書數目在一日內激增近兩百份。

## 賽車運動
傅厚澤小時一直對機械感到興趣，因此在中學時代開始學玩小型賽車，二十歲留學美國時正式參與賽車運動。傅厚澤在七、八十年代不時縱橫澳門賽場，最後一次參加是2009年。現在雖然已不會參與正式賽事，但在好奇心驅使下，偶然仍會參與。
傅厚澤是2012年奧迪R8 LMS盃賽的參賽車手之一，代表Fuspeed車隊出賽。
傅厚澤亦全力支持歐陽若曦在2013年賽季改駕駛寶馬320TC戰車，參加世界房車錦標賽。傅厚澤與歐陽若曦的父親是同學。
2013年11月16日，在澳門舉行的尚酷R中國大師挑戰賽中，傅厚澤取得第10名。

## 外部連結
- 奧迪R8 LMS盃車手檔案
- 傅氏家族與南生圍建業[永久]